# Azeffoun
Azeffoun (in caratteri arabi: أزفون) è una città dell'Algeria, capoluogo dell'omonimo distretto, nella provincia di Tizi Ouzou.

## Geografia
L'area del comune di Azeffoun è di 126,66 km² e una popolazione di 16.096 abitanti (censimento del 1998) e 17.435 abitanti nel 2008.
Azeffoun è delimitata dal Mare Mediterraneo a nord, la città di Aït Chafâa a est, e il comune Akerrou, Aghrib nel sud e Iflissen in Occidente. La città si trova 64 km a nord-est di Tizi Ouzou e 83 km a ovest di Bejaia.

## Storia
In epoca romana la città fu chiamata Ruzasus o Rusadus ed era una base militare strategica per la sua posizione, confinata a nord dal Mar Mediterraneo, a sud da montagne che salgono a 500 metri.
Il vescovado della città, non più una residenza residenziale, è incluso nell'elenco delle visioni titolari della Chiesa cattolica.
La città coloniale, chiamata Port Gueydon in onore dell'ammiraglio Gueydon, è stata costruita dai coloni francesi all'ultimo terzo del XIX secolo. Si affaccia sul mare da una collina che scende ripida dal Monte Tamgout.
Il porto di pesca è la prima infrastruttura per vedere la giornata secondo i primi coloni. Il comune di Gueydon Port-misto era tra i più grandi del tempo Kabylie dell'amministrazione francese. Decine di villaggi occuparono la sua area geografica delimitata a sud-est da Ighil Tafraout Jehma e Zekri e sud-ovest dai villaggi e Abizar Timizart N'sidi Mansour. È l'interfaccia tra i due Kabylies.